# Жижченко, Алексей Борисович
Алексей Борисович Жи́жченко (19 июля 1934, Москва — 22 июня 2019, Москва) — советский и российский учёный, специалист в области телекоммуникаций и информационных систем в математике. Доктор физико-математических наук, профессор, действительный член Российской академии наук (2011), заместитель академика-секретаря Отделения математических наук РАН, заместитель директора Межведомственного суперкомпьютерного центра РАН (МСЦ РАН).

## Биография
Родители переехали в Москву из Грозного в начале 1930-х годов. Отец, Борис Прокофьевич, был геологом, окончил Грозненский нефтяной институт. Мама, Алла Михайловна (в девичестве Мартиновская), преподавала английский язык в техникуме.
С началом Великой Отечественной войны с семьёй родителей был эвакуирован в Ессентуки. В 1944 году возвратился в Москву. Поступил в московскую 518-ю среднюю школу, в школе увлёкся математикой.
Выпускник механико-математического факультета МГУ им. М. В. Ломоносова. Ученик И. Р. Шафаревича. С 1956 года учился в аспирантуре при Математическом институте им. В. А. Стеклова.
В 1959 году начал работать в Математическом институте им. В. А. Стеклова. С 1963 года — работа в Президиуме академии наук; с 1964 года — учёный секретарь Отделения математики РАН, заместитель академика-секретаря Отделения математики РАН; c 1992 года — заместитель вице-президента РАН; с 1999 года — заместитель академика-секретаря Отделения математических наук РАН. С 1998 по 2006 год — директор-организатор, затем директор Центра научных телекоммуникаций и информационных технологий РАН (до присоединения этого Центра к Межведомственному суперкомпьютерному центру РАН). С 2006 г. — заместитель директора по научной работе Межведомственного суперкомпьютерного центра РАН.
С 1963 по 1989 год — ассистент, преподаватель, доцент, профессор (кафедра высшей математики) Московского физико-технического института (МФТИ). Имеет более 50 опубликованных научных работ.
Начиная с 1988 года А. Б. Жижченко занялся разработкой информационных систем, прежде всего в области математических наук.
Умер 22 июня 2019 года в Москве. Похоронен на Троекуровском кладбище.

## Научная деятельность
Алексей Борисович внёс основополагающий вклад в научное обоснование и разработку современных систем телекоммуникационного обмена в России, получивших реализацию в Межведомственной программе «Создание национальной сети компьютерных телекоммуникаций для науки и высшей школы». Под его руководством создана одна из крупнейших в стране научная телекоммуникационная систем RAS.RU. Большим достижением явилось включение системы RAS.RU в общеевропейскую научную телекоммуникационную систему GEANT, что позволяет осуществлять доступ российским организациям науки и образования к западноевропейским информационным ресурсам.
Под общим руководством Алексея Борисовича выполнены работы в направлении создания систем, интегрирующих информационные ресурсы РАН, которые были начаты в 1998 году. Благодаря поддержке Межведомственной программы «Национальная сеть компьютерных телекоммуникаций для науки и высшей школы» был реализован пилотный проект «Интегрированная система информационных ресурсов (ИСИР) РАН». Основная часть работ по собственно разработке системы была выполнена в отделе Систем Математического Обеспечения ВЦ РАН (рук. проф. В.А. Серебряков) и в отделе информационных технологий ЦНТК РАН.
А. Б. Жижченко являлся руководителем и соруководителем ряда российских и международных научных проектов (ИНТАС, ИНКО — Коперникус, РФФИ, РАН, Миннауки России, NSE — США).

## Награды и заслуги
- Орден «Знак Почёта» (1976 г.)
- орден Трудового Красного Знамени (1986 г.)
- медаль «В память 850-летия Москвы»
- орден Почёта (2006 г.)[6]
- неоднократно награждался почётными грамотами Президиума Российской академии наук
- лауреат премии имени академика Н. Н. Боголюбова Национальной академии наук Украины
- лауреат премии Правительства Российской Федерации 2014 года в области науки и техники[7]